# تنخرب الدماغ
تنخرب الدماغ (بالانجليزية: Porencephaly)، هو اضطراب رأسي نادر للغاية يشمل تلين الدماغ. وهو اضطراب عصبي في الجهاز العصبي المركزي يتميز بوجود كيسات، أو تجاويف داخل نصف الكرة المخية. وصف تنخرب الدماغ من قبل هيسكل في عام 1859 لوصف تجويف في الدماغ البشري. استمدادًا من الجذور اليونانية، فإن كلمة "porencephaly" تعني «ثقوب في الدماغ». وعادة ما تكون الكيسات والتجاويف نتيجة لآفات المخ المدمرة، أو الكيسية. ولكن يمكن أن تنتج أيضًا من التطور الغير طبيعي، الضرر المباشر، التهاب، أو نزف. تسبب الكيسات والتجاويف مجموعة واسعة من الأعراض الفسيولوجية، والجسدية، والعصبية. واعتمادا على المريض، قد يسبب هذا الاضطراب مشاكل عصبية طفيفة فقط، دون أي خلل في الذكاء، في حين أن البعض الآخر قد يكون معاقا بشدة، أو يواجه الموت قبل العقد الثاني من حياته. ومع ذلك، فإن هذا الاضطراب هو أكثر شيوعا بين الأطفال الرضع، ويمكن أن يحدث تنخرب الدماغ قبل الولادة، أو بعدها.

## علامات وأعراض
يظهر على المرضى الذين يعانون من تنخرب الدماغ مجموعة متنوعة من الأعراض، من خفيفة إلى شديدة الآثار على المريض. فالمرضى الذين يعانون من الحالات الشديدة من تنخرب الدماغ، يعانون من نوبات الصرع، والتأخر في النمو، في حين أن المرضى الذين يعانون من حالة خفيفة من تنخرب الدماغ، تكون عندهم النوبات قليلة أو منعدمة، بالإضافة إلى تطور عصبي صحي. ويُظهر الرضع الذين يعانون من عيوب واسعة أعراض الاضطراب بعد فترة وجيزة من الولادة، ويتم التشخيص عادة قبل سن سنة.
يسرد النص التالي العلامات والأعراض الشائعة لتنخرب الدماغ في الأفراد المتضررين، بالإضافة إلى وصف موجز لبعض المصطلحات.
- كيسات أو تجاويف تنكسية، أو غير تنكسية
- تأخر النمو والتنمية
- خَزَل (شلل خفيف أو جزئي) تشنجي: ضعف، أو فقدان للحركة الإرادية
- تَقَفُّع: تقلص مؤلم للعضلة؛ مما يؤثر على الحركة
- نقص التوتر: انخفاض قوة العضلات
- نوبات الصرع، والصرع: أعراض متعددة تشتمل على: تشنجات العضلات المفاجئة، وفقدان الوعي
- ضخامة الرأس: حيث محيط الرأس أكبر بالمقارنة مع الأطفال الآخرين في سن معينة
- صغر الرأس: حيث محيط الرأس أصغر بالمقارنة مع الأطفال الآخرين في سن معينة
- شلل نصفي: شلل اللواحق
- شلل رباعي: شلل الأطراف مما يؤدي إلى فقدان وظيفة
- الإعاقة الفكرية، والإدراكية
- ضعف، أو غياب تنمية الكلام
- استسقاء الرأس: تراكم السائل الدماغي الشوكي في المخ
- سوء التحكم الحركي، وحركات غير طبيعية من اللواحق
- آفات المادة البيضاء الدماغية
- الشلل الدماغي: حالة حركية تسبب إعاقات حركية
- أمراض الدم الوعائية مثل: النزف المخي، واحتشاء الدماغ

## السبب
يعتبر تنخرب الدماغ اضطراب نادر. ولا يعرف بالضبط انتشار تنخرب الدماغ. ومع ذلك، فقد أفادت التقارير أن 6.8٪ من المرضى الذين يعانون من الشلل الدماغي، أو 68٪ من المرضى الذين يعانون من الصرع، والخزل الشقي الوعائي الخلقي لديهم تنخرب الدماغ. ولتنخرب الدماغ عدد من الأسباب المختلفة، وغالبا ما تكون غير معروفة، بما في ذلك غياب نمو المخ، وتدمير أنسجة المخ. ومع بحث محدود، وجد أن السبب الأكثر شيوعا لتنخرب الدماغ هو اضطرابات في الدورة الدموية، مما يؤدي في نهاية المطاف إلى تلف في الدماغ. ومع ذلك، فإن عددا من العوامل المختلفة والمتعددة مثل: نمو المخ الغير طبيعي، أو تدمير أنسجة المخ يمكن أن تؤثر أيضا على تطور تنخرب الدماغ.
يسرد النص التالي عوامل الخطر المحتملة لتطوير تنخرب الدماغ، والكيسات، والتجاويف الدماغية، بالإضافة إلى وصف مختصر لبعض المصطلحات.
- نقص الأكسجين، وإمدادات الدم إلى المخ مما يؤدي إلى النزيف الداخلي
- تنكس دماغي: فقدان بنية، ووظيفة الخلايا العصبية
- توقف قلب الأم
- رضة أثناء الحمل
- رضة باطنية
- العدوى المسببة للأمراض
- الحوادث
- تطور غير طبيعي للمخ أثناء الولادة
- خثار الأوعية الدموية: تشكيل جلطة الدم داخل الأوعية الدموية
- النزيف: فقدان الدم خارج الدورة الدموية
- رضة دماغية، أو الإصابة
- الأمراض الدماغية الوعائية متعددة البؤر
- نزيف المشيمة: منع وصول الأكسجين، والإمداد الدموي لمخ الرضيع
- تسمم الأمهات: نقل السم من الجهاز الدوري للأم إلى الجنين، مما يتسبب في تلف المخ
- نقص الأكسجين الدماغي: انخفاض تركيز الأكسجين داخل نظام الدم
- انسداد الأوعية الدموية: تخثر الدم داخل الأوعية
- تلين بيضاء الدماغ المحيط بالبطينات
- ضمور الدماغ: انخفاض في عدد، وحجم الخلايا العصبية، وفقدان كتلة الدماغ
- مرض رئوي مزمن
- الجنس ذكر
- السموم الداخلية
- التهاب الدماغ، والتهاب السحايا، قبل وبعد الولادة
- تعاطي الأم للمخدرات

يمكن أن تحدث الكيسات، أو التجاويف في أي مكان داخل الدماغ، وتعتمد مواقع هذه الكيسات بشكل كبير على المريض. يمكن أن تتطور الخراجات في الفص الجبهي، الفص الجداري، الدماغ الأمامي، الدماغ الخلفي، الفص الصدغي، أو في أي مكان تقريبا في نصف الكرة المخية.

## وراثيات
من الدراسات الحديثة، وُجدت طفرات موروثة في جين (كولاجين4، ألفا1) –المشير إلى استعداد وراثي داخل الأسرة- الذي يشفر سلسلة ألفا1 للنوع الرابع للكولاجين، والتي أظهرت أنها مرتبطة وموجودة في مرضى تنخرب الدماغ. تسبب طفرة جين كولاجين4، ألفا1 مجموعة متنوعة من المظاهر، بما في ذلك: تنخرب الدماغ، شلل نصفي في الأطفال، الأمراض الدماغية الوعائية التي تنطوي على السكتة الدماغية، واحتشاء الدماغ على حد سواء.
يمكن أن يساهم التعبير الجيني الغير طبيعي لجين (كولاجين4، ألفا1) في تطور تنخرب الدماغ. يعبر (كولاجين4، ألفا1) عن نوع من الكولاجين الرابع (بروتين قاعدي)، وهو موجود في جميع الأنسجة، والأوعية الدموية، كما أنه في غاية الأهمية للاستقرار الهيكلي للأغشية القاعدية للأوعية الدموية. يوفر بروتين (كولاجين4، ألفا1) طبقة قوية حول الأوعية الدموية. ومن الممكن أن تُضعف الطفرة الأوعية الدموية داخل المخ، ورفع احتمالية النزف، وفي نهاية المطاف، تعزيز النزيف الداخلي المؤدي إلى تنخرب الدماغ خلال التطور العصبي لمرحلة الطفولة. ولذلك، فإن تشكيل التجاويف يمكن أن يكون نتيجة للنزيف الذي يعزز التنكس الدماغي. في نموذج الفأر، أظهر الفأر المصاب بطفرات في جين (كولاجين4، ألفا1) نزيف في المخ، تنخرب الدماغ، وتطور غير طبيعي للأغشية القاعدية للأوعية الدموية، مثل حواف متفاوتة، وأشكال غير متناسقة، وسمك متغير للغاية. كما تسببت الطفرات المتعمَّدة في جين (كولاجين4، ألفا1) -في العديد من الفئران- في الإصابة بنزيف في المخ، وأمراض تشبه تنخرب الدماغ. على الرغم من أنه لا يوجد أي ارتباط مباشر بين طفرات جين (كولاجين4، ألفا1)، إلا أنه يبدو أن له دور مؤثر في تطور تنخرب الدماغ.
تم الإبلاغ عن طفرة جينية أخرى (طفرة العامل الخامس لايدن)، لإظهارها ارتباط محتمل لتطوير تنخرب الدماغ.
تزيد طفرة العامل الخامس لايدن من خطر الخثار، وجلطات الدم في حديثي الولادة، والرضع، والأطفال. لذلك، تم التحقيق في 76 رضيع مصاب بتنخرب الدماغ، و 76 من الرضع الأصحاء لطفرة العامل الخامس لايدن، جنبا إلى جنب مع عوامل خطر الخثار أخرى مختلفة.
وأشارت النتائج أن هناك انتشار أعلى لطفرة العامل الخامس لايدن في مجموعة المرضى المصابين بتنخرب الدماغ. كما تم الاعتماد على أهمية طفرة العامل الخامس لايدن في التنبؤ بأن تنخرب الدماغ في الطفولة يحدث بسبب فرط الخثورية (حالة تزيد فيها فرصة تطور جلطات الدم). كما يمكن أن تتسبب النساء الحوامل المصابة بفرط الخثورية في تعرض الجنين لنفس المخاطر، وبالتالي قد تتسبب في فقدان الجنين، تلف المخ، آفات، وعدوى التي تؤدي إلى تنخرب الدماغ. ومع ذلك، فإن عوامل خطر التخثر المختلفة لم تصل بشكل فردي إلي أهمية إحصائية يمكن من خلالها ربطها بتنخرب الدماغ.
ولكن كان هناك مزيج من عوامل التخثر المختلفة في مجموعة المصابين بتنخرب الدماغ بدرجة ذات أهمية. وعمومًا، تم ربط طفرة العامل الخامس لايدن بتطوير تنخرب الدماغ. ولكن هذه الطفرة الواحدة ليست سبب تنخرب الدماغ. ولا يزال غير معروف ما إذا كانت عوامل التخثر المختلفة مرتبطة بتطور تنخرب الدماغ أم لا.

## تقنيات تشخيصية
يمكن الكشف عن وجود كيسات، أو تجاويف دماغية باستخدام التضوء عبر جمجمة المرضى الرُّضع. كما يتم تشخيص تنخرب الدماغ سريريا باستخدام التاريخ المرضي للمرضى والعائلات، الملاحظات السريرية، أو على أساس وجود بعض الخصائص العصبية والفسيولوجية المميزة لتنخرب الدماغ.
يمكن استخدام التصوير الطبي المتقدم -مثل: التصوير المقطعي المحوسب (CT scan)، والتصوير بالرنين المغناطيسي (MRI)، والتصوير بالموجات فوق الصوتية- كوسيلة لاستبعاد غيرها من الاضطرابات العصبية المحتملة. ويمكن إجراء التشخيص قبل الولادة بواسطة الموجات فوق الصوتية. وتشمل التقييمات الأخرى: الذاكرة، الكلام، واختبار الفهم؛ للمساعدة في المزيد من التشخيص الدقيق لهذا الاضطراب.

## العلاج
حاليا، لا يوجد علاج لتنخرب الدماغ؛ بسبب محدودية الموارد، والمعرفة حول الاضطراب العصبي. ومع ذلك، تتوفر العديد من خيارات العلاج. قد يشمل العلاج: العلاج الطبيعي، وإعادة التأهيل، والأدوية للنوبات أو الصرع، تحويلة (طبية)، أو جراحة المخ والأعصاب (إزالة الكيس). كما يتم فرض مزيج من أساليب العلاج وفقا للموقع، ومدى الآفة، وحجم التجاويف، وشدة الاضطراب. وقد حقق مرضى تنخرب الدماغ سيطرة جيدة على النوبات مع العلاج الدوائي المناسب، بما في ذلك: فالبروات، كاربامازيبين، وكلوبزام. كما تعتبر مضادات الصرع طريقة إيجابية أخرى للعلاج.

## توقعات سير المرض
تختلف شدة الأعراض المرتبطة بتنخرب الدماغ بشكل كبير عبر السكان المتضررين. وهذا يتوقف على موقع الكيسة، وضرر المخ. بالنسبة لبعض المرضى الذين يعانون من تنخرب الدماغ، قد تتطور فقط مشاكل عصبية طفيفة، وهؤلاء المرضى يمكن أن يعيشوا حياة طبيعية. ولذلك –استنادًا إلى مستوي وخامة المرض- الرعاية الذاتية ممكنة، ولكن بالنسبة للحالات الأكثر خطورة، ستكون الرعاية مدى الحياة ضرورية.
بالنسبة لأولئك الذين يعانون من إعاقة شديدة، يمكن للتشخيص المبكر، والأدوية، والمشاركة في إعادة التأهيل المتعلقة بمهارات التحكم في الحركات الدقيقة، وعلاجات التواصل أن تحسن بشكل كبير من أعراض المرض، وقدرة المريض المصاب بتنخرب الدماغ على عيش حياة طبيعية.
كما يمكن للرُّضع المصابين بتنخرب الدماغ –مع العلاج المناسب- عرض مهارات الاتصال المناسبة، والحركة، وعيش حياة طبيعية.

## بحث
وفي إطار الحكومة الاتحادية للولايات المتحدة، يشارك المعهد الوطني للاضطرابات العصبية والسكتة الدماغية، والمعهد الوطني للصحة في إجراء ودعم البحوث المتعلقة بالتطور الطبيعي، وغير الطبيعي في الدماغ، والجهاز العصبي. كما يتم استخدام المعلومات المكتسبة من البحث لتطوير فهم آلية تنخرب الدماغ، وتستخدم لتقديم أساليب جديدة للعلاج، والوقاية من اضطرابات الدماغ التنموية مثل تنخرب الدماغ.